# Economia de Gàmbia

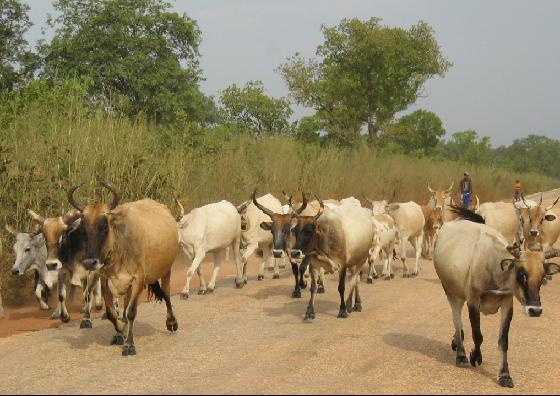
Bestiar a Gàmbia.

Gàmbia no té recursos naturals o minerals confirmats, i té una agricultura poc desenvolupada. El govern ha invertit fortament en el sector de l'agricultura perquè tres quartes parts de la població depèn del cultiu de la terra o de la creació d'animals per a subsistència. El sector agrícola té un potencial sense explotar - menys de la meitat de la terra cultivable és utilitzada.
Les activitats industrials principals són el processament de cacauet, peixos, i pells. El comerç de re-exportació era una activitat econòmica important, no obstant això l'augment de fiscalització del govern a partir de 1999 i la inestabilitat de la moneda del país, el dalasi, va fer que aquesta activitat sofrís reducció.
Les belleses naturals del país i la proximitat amb a Europa ho van fer una destinació turística important.